# Långfors, Sastmola

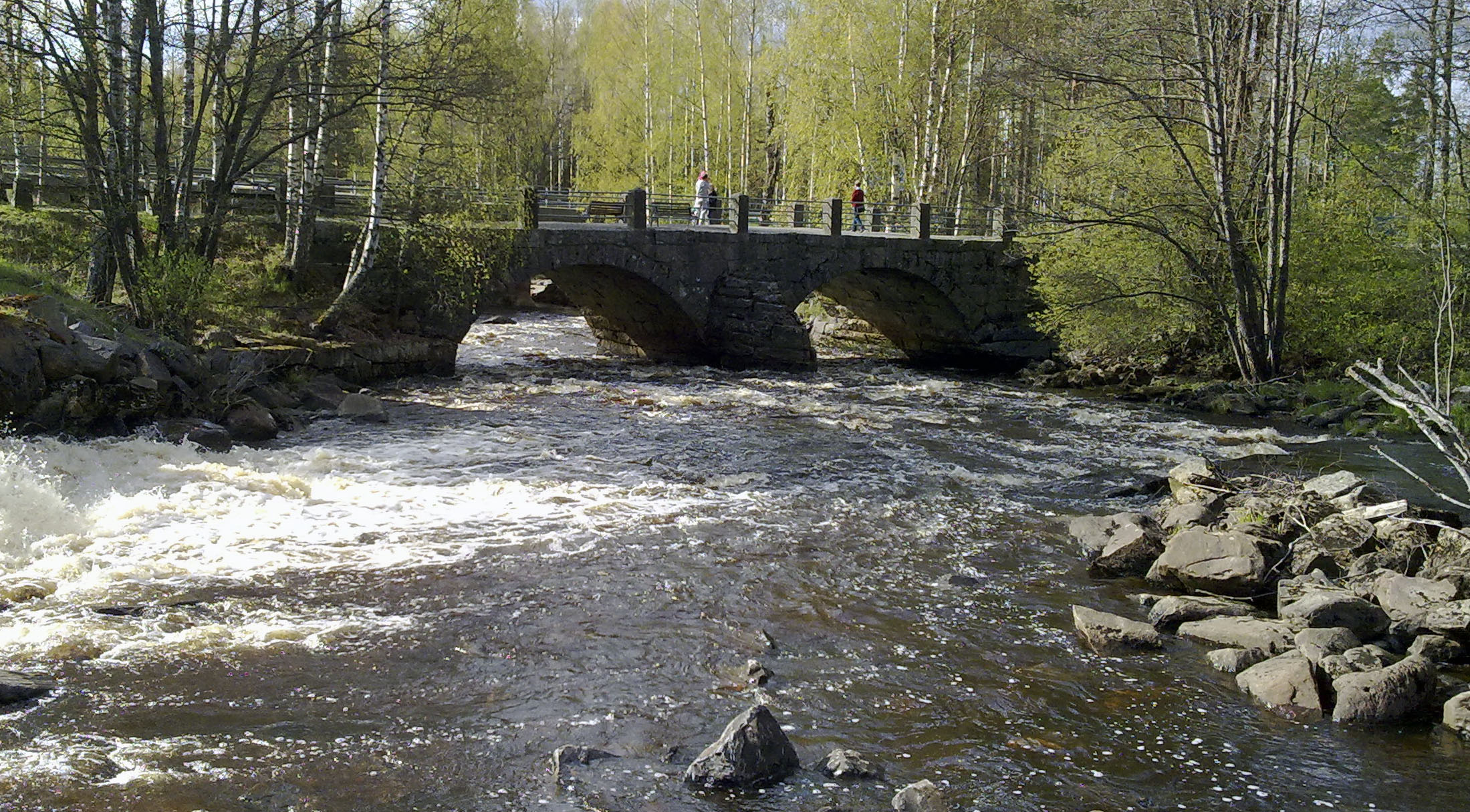
Långfors museibro.

Långfors (finska: Lankoski) är en by och en fors i Sastmola å i kommunen Sastmola i Satakunta. Den ligger i korsningen mellan riksväg 8 och ån, cirka 40 kilometer norr om Björneborg och 15 kilometer från kommunens centrum. Det finska namnet går tillbaka på det dialektala svenska namnet där lång uttalades som laang.
Långfors är populärt för sitt  fritidsfiske. Här finns rastplats med café-restaurang. Långfors tillhör de nationellt betydelsefulla byggda kulturmiljöer som inventerats av Museiverket.

## Industriell verksamhet
Området kring Långfors är ett gammalt fiske- och vildmarksområde i norra Satakunta.  Först vid skiftet mellan 1600- och 1700-talen uppstod en fast bosättning. År 1835 byggde Johan Liljeblad, butiksbiträde från Lappfjärd, en kvarn i forsen och inom några år en lergodsfabrik, ett sågverk och ett pappersbruk. Långfors pappersbruk, som startade sin verksamhet 1840, anses vara den första industrianläggningen i Satakunta. 
Efter Liljeblads död 1847 gifte sig Antti Ahlström från Sastmola med änkan och övertog samtidigt Liljeblads affär. Pappersbruket och sågverket var Ahlströms första företag. Han blev småningom den rikaste affärsmannen i Finland. Han arbetade också som redare och byggde bland annat en skonare vid namn Långfors, som tog timmer från Ahlströms företag ända till Västindien.
1924 förvandlades bruket till ett kraftverk som producerade el fram till 1950-talet, då Lankosken Sähkö Oy byggde det nya Långforsens kraftverk som är i drift än idag. Den gamla kvarnen renoverades till sommarkafé 1979.

## Museibro och naturstig
1887 stod en bågbro av sten klar över Sastmola å. Bron användes fram till 1960, då en ny bro byggdes i samband med den nya dragningen av riksväg 8. Museibron finns intill rastplatsen. och är stängd för trafik sedan 2002.
I området finns en naturstig där man kan bekanta dig med områdets natur- och kulturhistoria.